# Nicolau I Sanudo
Nicolau I Sanudo (? - 1341) fou duc de Naxos, fill i successor de Guillem I Sanudo el 1323.
El seu pare el va enviar en ajut dels Cavallers de Sant Joan en la seva conquesta de  Rodes el 1309. El 1311 va dirigir el contingent de Naxos a la batalla de Cefisos i fou un dels pocs nobles llatins que va sobreviure. Va lluitar per Matilde, princesa d'Acaia, contra Ferran de Mallorca i fou fet presoner a la batalla d'Elis. El 1323 va succeir al seu pare. Va conquerir les illes de Santorini i Therasia el 1335 i va atacar Mykonos, sota un senyor de la família Ghisi a la dona del qual va capturar. El 1341 diverses illes foren atacades per Umur Beg, emir d'Aydın al que va haver de pagar tribut per primera vegada.
Es va casar amb Joana de Brienne, filla del comte Hug de Brienne i de Lecce. El 1341 fou breument regent d'Atenes quan va morir i com que no tenia fills el va succeir el seu germà Joan I Sanudo.